# سرگئی اووچینیکوف (بازیکن فوتبال، زاده ۱۹۷۰)
سرگئی اووچینیکوف (روسی: Серге́й Ива́нович Овчи́нников؛ IPA: [sʲɪrˈgʲej ɪˈvanəvʲɪtɕ ɐfˈtɕinʲnʲɪkəf]؛ زادهٔ ۱۰ نوامبر ۱۹۷۰) بازیکن فوتبال اهل اتحاد جماهیر شوروی سوسیالیستی است.
از باشگاه‌هایی که در آن بازی کرده‌است می‌توان به باشگاه فوتبال دینامو مسکو، باشگاه فوتبال پورتو، باشگاه فوتبال لوکوموتیو مسکو، باشگاه فوتبال زسکا مسکو، و باشگاه فوتبال بنفیکا اشاره کرد.
وی همچنین در تیم ملی فوتبال روسیه بازی کرده‌است.